# Liste der Fraktionen im Bezirk Dornbirn
Die Liste der Fraktionen im Bezirk Dornbirn enthält die Gemeinden und ihre zugehörigen Fraktionen im Vorarlberger Bezirk Dornbirn. Stand Ortschaften: 1. Jänner 2020 (Einwohnerzahlen in Klammern, Stand 1. Jänner 2024).
- Dornbirn (51.876)
- Hohenems (17.319)
- Lustenau (24.223)